# B.T.
 "BT" omdirigeres hertil. For andre betydninger af BT, se BT (flertydig).
B.T. er en dansk netavis, der udgives af Berlingske Media. Fra 1916 til 2022 blev B.T. udgivet som papiravis, men siden 1. januar 2023 er B.T. udelukkende et digitalt medie. Ansvarshavende chefredaktør er siden 2023 Simon Richard Nielsen.

## Historie

### 1916 - 1977
B.T. udkom første gang d. 31. august 1916; dengang kostede et eksemplar af avisen 3 øre. Avisens grundlægger var Henry Hellssen, og den østrig-ungarske avis 'Az Est' var forbilledet. Formatet var halvt så stort som fx Berlingske Tidende og let at håndtere. Den typografiske opsætning var anderledes og mere tillokkende end andre avisers. Avisen bestod især af korte, kontante nyheder, og artiklerne var illustreret med dominerende tegninger og fotografier. Deraf kommer navnet B.T., som er en kortere og hurtigere version af Berlingske Tidende.
B.T.-Centralen lå fra 1913 til 1977 på Rådhuspladsen 55 i København. Huset blev opkaldt efter B.T., som havde redaktion på adressen. Huset, der stadig findes, var tegnet 1896 af Philip Smidth og blev ombygget 1924/29 af Bent Helweg-Møller.

### 2000 - 2019
I 2005 solgte investeringsfonden Orkla, som dengang ejede Berlingske Media, B.T.s lokaler i Kristen Bernikows Gade i Indre København. Dermed flyttede redaktionen på B.T. ind i Berlingskes lokaler i Pilestræde i København. To af B.T.s journalister Morten Pihl og Jakob Priess-Sørensen modtog i 2006 Cavlingprisen for at afsløre Peter Brixtoftes mandatsvig.
I 2012 blev de to punktummer i navnet og logoet fjernet, så avisen skiftede navn til BT. Ændringen skyldtes ifølge den daværende chefredaktion et ønske om at gøre avisen "skarpere, mere moderne. Mere markant".
DR's satire-program, Selvsving, har lavet en sang, som parodierer B.T. I 2017 fusionerede B.T. og MetroXpress; herefter blev B.T. selv en gratis avis i hverdage, men forblev betalingsavis i weekenden. I 2018 blev det gamle navn og logo med punktummer og seriffer genindført.

#### Oplagstal og læsertal for papiravisen (2008 - 2019)
I 2008, uge 6, var oplaget 83.300 stk. I 2013 var oplaget 52.587 stk. på hverdage.
B.T. mistede 31 % af sine læsere fra 2017 til 2018. Ifølge MediaWatch er B.T.s læsertal faldet fra 96.000 til 76.000 personer i løbet af årene 2017-19. I første kvartal af 2019 havde B.T. 76.000 læsere om dagen på hverdage, hvilket var et dyk på 21 procent på et år. Fra andet halvår 2017 til andet halvår 2018 gik B.T. fra 112.000 til 75.000 læsere. Ifølge Gallup har B.T. mistet næsten halvdelen af sine ugentlige læsere i perioden fra 2018 - 2020.

### Siden 2020

#### Coronakrisen og den deraf følgende digitalisering
I 2020 ramte coronakrisen B.T. og fik følger for avisen. Så dagbladet besluttede at blive udelukkende digital.
Siden februar 2021 deler kunstig intelligens indhold på sociale medier for avisen.
Den 1. september 2021 åbnede B.T. fire lokale redaktioner i Danmarks fire største byer for at blive tydeligere i bybilledet.
I juni 2022 besluttede Berlingske Medier, at B.T. pr. 1. januar 2023 alene skal udkomme digitalt. Endvidere lukker storbyredaktionerne i Aarhus, Odense og Aalborg. Avisens chefredaktør siden 2018, Jonas Kuld Rathje, fratrådte sin stilling med øjeblikkelig virkning d. 22. juni 2022. Den ansvarshavende chefredaktør er Pernille Holbøll. Avischefen Per Kofoed har bekræftet, at B.T. har trykt sin sidste avis. Dermed nåede papiravisen B.T. at eksistere i 106 år.

#### Online visninger
I september 2021 var B.T. Danmarks største digitale medie med flere end 500.000.000 visninger.

### Underskud i 2023
Regnskabet for 2023 udviste et underskud på 20 mio. kr. Berlingske Media oplyste iflg. Politiken 17. januar 2024, at bladet akut skulle spare 9,2 mio. kr., hvorfor medarbejderne i protest mod Berlingske Medias ledelse nedlagde arbejdet én dag. B.T. fastholdt iflg. chefredaktør Simon Richard Nielsen den gratis webadgang trods nedgangen i annonceindtægterne.